# Alabro
L'Alabro è un piccolo fiume della Valle Latina, in provincia di Frosinone nel Lazio, lungo 16 km.

## Descrizione
Il fiume nasce nel territorio del comune di Ferentino, dove svolge quasi interamente il suo corso, entrando per un breve tratto nel territorio di Anagni,  e sfocia come affluente nel fiume Sacco, all'altezza della zona industriale di Ferentino, situata in prossimità dell'uscita sull'Autostrada del Sole.

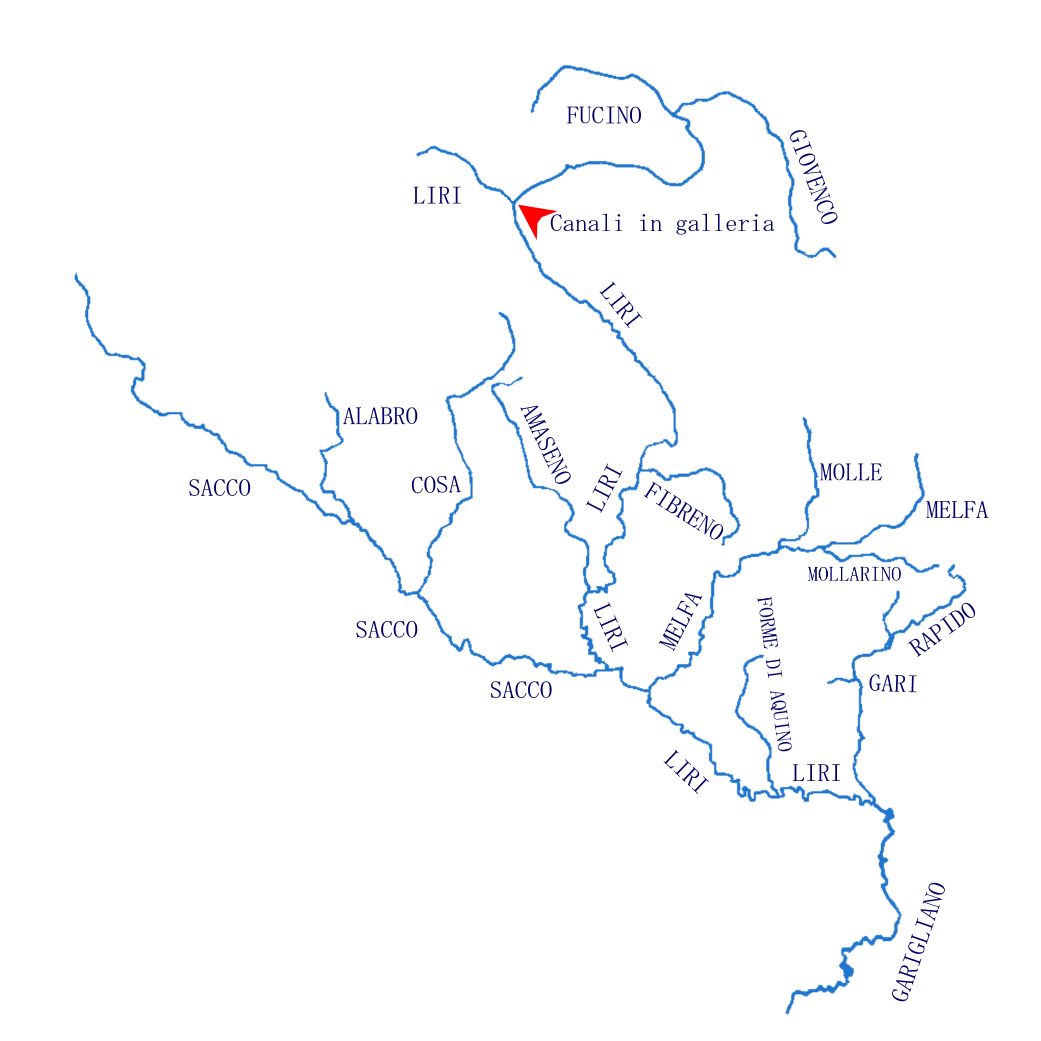
Schema del bacino idrografico Liri-Garigliano